# بينيدتو كروتشه
بينيديتو كروتشه ( 25 فبراير 1866 – 20 نوفمبر 1952 ) كان فيلسوفًا مثاليًا ومؤرخًا وسياسيًا إيطاليًا، تناول موضوعات عديدة في كتاباته، من بينها الفلسفة والتاريخ وعلم التأريخ والجماليات. تشير معظم وجهات النظر إلى أن كروتشه كان ليبراليًا، رغم معارضته للتجارة الحرة وفق مبدأ عدم التدخل وما كان له من تأثير معتبر على مثقفين إيطاليين آخرين من بينهم الماركسي أنطونيو غرامشي والفاشي جيوفاني جنتيلي. شغل كروتشه منصب رئيس نادي القلم الدولي، رابطة الكتّاب العالمية، منذ عام 1949 حتى عام 1952. ورُشح لجائزة نوبل للآداب 16 مرة.

## فلسفة الروح
متأثرًا بشكل واضح بهيغل ومثاليين ألمان آخرين مثل شيلنغ، قدّم كروتشه ما سماه فلسفة الروح، وكانت التسميتان اللتان فضلهما هما «المثالية المطلقة» أو «التاريخانية المطلقة». يمكن النظر إلى أعمال كروتشه على أنها محاولة ثانية (على عكس كانت) لحل المشاكل والنزاعات بين التجريبية والعقلانية (أو بين النزعة الإثارية والفلسفة المتعالية على التوالي). وقد دعا منهجه باسم الحلولية (بالإنجليزية: immanentism)، وركز على التجارب الإنسانية المعاشة وفقًا لحدوثها في أماكن وأزمنة معينة. وبما أن جذر الواقع يتمثل بهذا الوجود الحلولي المتأصل ضمن التجربة الملموسة، فقد وضع كروتشه الجماليات بين الأسس التي تقوم فلسفته عليها.

### مجالات العقل
تعبّر مقاربة كروتشه المنهجية للفلسفة عن نفسها من خلال تقسيمه للروح، أو العقل. إذ يقسّم النشاط العقلي أولًا إلى الجانب النظري، ثم الجانب العملي. وينقسم الجانب النظري بين الجماليات والمنطق؛ وأهم ما تتضمنه هذه الجماليات النظرية هو الحدس والتاريخ، في حين يتضمن الجانب المنطقي كلًا من المفاهيم والعلاقات. أما الروح العملية فتهتم بالاقتصاد والأخلاقيات، ويجب فهم الاقتصاد هنا على أنه مصطلح شامل لكل المسائل النفعية.
لدى كل من هذه الأقسام بنية ضمنية تُملي نمط التفكير الذي يتلاءم معه أو تمنحه اللون. فبينما يقود حافزُ الجمال علمَ الجماليات، يكون المنطق تابعًا للحقيقة، ويهتم الاقتصاد بالأمور المفيدة، أما الأخلاقيات فترتبط بالخير. يُعد هذا المخطط وصفيًا من ناحية أنه يحاول شرح منطق الفكر البشري؛ غير أنه تقريري في الآن نفسه، من ناحية تشكيل هذه الأفكار لأساس المزاعم والثقة المعرفية.

## اقتباسات مختارة
- «كل التاريخ تاريخ معاصر».
- «بصفتي مؤرخًا، أدرك ما تتصف به نظريات العِرق من اعتباطية وخيالية وقابلية للطعن».
- «كل الناس يكتبون الشعر حتى عمر الثامنة عشرة، ولا يستمر على ذلك إلا صنفان منهم: الشعراء والحمقى».

## فلسفته
فلسفة كروتشه هي فلسفة المثالية المطلقة. ومذهبه الفلسفي يضع أربع درجات في «هبوط عالم الروح» وهي الدرجة الجمالية (تجسد الروح الفرد)، والدرجة المنطقية (مجال العام). والدرجة الاقتصادية (مجال المصلحة الخاصة) والدرجة الأخلاقية (مجال المصلحة العامة).
وكان لنظرية كروتشه الجمالية تأثير بالغ على النقد الفني البورجوازي. فقد عارض الفن باعتباره معرفة حدسية بالفردي المتجسد في الصور الحسية بالاستدلال العقلي، باعتباره عملية عقلية لمعرفة العام. ويسعى مذهب كروتشه الأخلاقي إلى إخفاء الأساس الاجتماعي والطبيعة الطبقية للأخلاقيات. وتروج فلسفته الأخلاقية لمبدأ إخضاع الفرد للـ«كلي» أي إخضاع الفرد للنظام الاستغلالي السائد. وكان كروتشه ايديولوجيا بارزا وزعيما سياسيا للبورجوازية الليبرالية الإيطالية وكان خصما للفاشية.
وهو خير من يمثل النزعة التعبيرية في فلسفة الجمال إذ يرى أن الجمال في التعبير، وعنده الفكر أربعة أنواع
1. الحدس أو التصور الصادق
2. عملية الإدراك: – أي الحدس والإدراك – يمثلان الجانب النظري للفكر ويقابله الجانب العملي وهي:
3. الإرادة الفردية
4. الإرادة الجماعية 0[8]

أهم مولفاته «فلسفة الروح» (1902-1917).

## وصلات خارجية
- بينيدتو كروتشه على موقع الموسوعة البريطانية (الإنجليزية)
- بينيدتو كروتشه على موقع مونزينجر (الألمانية)
- بينيدتو كروتشه على موقع إن إن دي بي (الإنجليزية)
- بينيدتو كروتشه على موقع ديسكوغز (الإنجليزية)

1. 1 2 3 4 5 6  Renzo Frattarolo (1975), Dizionario degli scrittori italiani contemporanei pseudonimi: 1900-1975: con un repertorio delle bibliografie nazionali di opere anonime e pseudonime (بالإيطالية), Ravenna: Angelo Longo Editore, p. 86, QID:Q130597718
2. 1 2 3 4  BeWeB، QID:Q77541206
3. 1 2 3  Archivio Storico Ricordi، QID:Q3621644
4. ↑  Dictionary of Art Historians (بالإنجليزية), QID:Q17166797
5. ↑  Charles Dudley Warner, ed. (1897), Library of the World's Best Literature (بالإنجليزية), QID:Q19098835
6. ↑  Marie-Pierre Lannelongue, ed. (24 novembre 1948), L'université de Paris fera samedi sa rentrée solennelle (بالفرنسية), Paris: Société éditrice du Monde, p. 8, ISSN:0395-2037, OCLC:1758539, QID:Q12461 {{استشهاد}}: تحقق من التاريخ في: |publication-date= (help)
7. ↑  "Nomination Database". Nobel Foundation. مؤرشف من الأصل في 2018-08-05. اطلع عليه بتاريخ 2017-01-31.
8. ↑    - تلخیص كتاب النقد الأدبي الحدیث. للمؤلف الدكتور محمد غنیمي ھلال. تلخیص عبد الله أحمد الباكري. أسس الجمال الفلسفیة للنقد الحدیث. حيث يقول ان عند كروتشة الفكر في حالة نتاجه الفني عن طریق الحدس یخلق الجمال بالتعبیر ولیس له مصدر سوى الفكر عن طریق الحدس. * وأساس النقد عند كروتشه ھو عاطفة الشاعر في شكلھا التي ظھرت فیه، إذ العاطفة لا معنى لھا إلا في الشكل التي ظھرت فیه. * ویرى كروتشه أن الفن لیس محاكاة للطبیعة بل ھو خلق مستقل عنھا فلا جمال ولا قبح في موضوع الفن فھو یصف الخیر ویصف الشر ووصفه جمیل في كلتا الحالتین 0 * وفي الحق یبدو الفیلسوف كروتشه فریداً في نقده الجمالي فھو ضد التفریق بین اللفظ والمعنى والشكل والمضمون، ویرى القیمة كلھا في التعبیر والأسلوب على أنه لا یرید بالصنعة والشكل أن یكون العمل الأدبي مصطنعاً ولكنه یھتم بصدق الفنان وصدوره في تجربته عن ذات نفسه 0* ویقرر كروتشه أن العمل الفني مصدره قوة الحدس التعبیري الذي ھو قوة فكریة والعمل الفني خلق حر.